# Deutsche Lovecraft Gesellschaft
Die Deutsche Lovecraft Gesellschaft e. V. (dLG) ist ein gemeinnütziger Verein, dessen Zweck die Förderung von Kunst und Kultur durch die kritische Auseinandersetzung mit dem Leben und Werk Howard Phillips Lovecrafts sowie die zeitgenössische Interpretation dieser ist. Der Verein wurde am 16. August 2014 gegründet und fördert seither kulturelle Veranstaltungen, fachjournalistische, wissenschaftliche und kulturelle Publikationen sowie den internationalen Austausch rund um H. P. Lovecraft. Der Verein agiert als Bindeglied, um die verschiedenen Kulturschaffenden zum Thema Lovecraft und Cthulhu-Mythos im deutschsprachigen Raum miteinander zu vernetzen. Zudem fördert die dLG die Auseinandersetzung mit Lovecrafts rassistischer und antisemitischer Weltanschauung.
Die Deutsche Lovecraft Gesellschaft zählt inzwischen mehr als 400 aktive Mitglieder im deutschsprachigen Raum.

## Veranstaltungen
Die dLG richtet eigene Veranstaltungen aus und unterstützt auch externe Veranstaltungen mit Lovecraft'schem Bezug durch finanzielle, personelle und/oder medienwirksame Mittel.

### anRUFung
Jedes Jahr organisiert die dLG die anRUFung, eine Horror-Rollenspiel-Convention für sowohl Vereinsmitglieder als auch Externe. Schwerpunkt der anRUFung ist das Rollenspiel im Lovecraft'schen Universum in allen erdenklichen Formen, Farben und Systemen. Spielrunden werden im Vorfeld angemeldet und vor Beginn der Veranstaltung in einem stufenweisen Anmeldeverfahren verteilt. Zusätzlich wird ein abwechslungsreiches Rahmenprogramm geboten, das beispielsweise aus Workshops, Filmvorführungen und Live-Performances besteht. Die anRUFung findet jedes Jahr unter einem anderen Motto statt, das das Rahmenprogramm maßgeblich mitbestimmt.
Seit 2022 findet die Convention im Jugendgästehaus Duderstadt statt.

### Stammtische
Um Interessierten die Möglichkeit zu bieten, den Verein kennenzulernen und Mitgliedern eine Plattform zum Austausch zu ermöglichen, existieren in verschiedenen Regionen dLG-Stammtische. Diese werden in der Regel von den Mitgliedern der Region selbst organisiert.

## Publikationen
Ein Großteil des Vereinslebens spiegelt sich in den Publikationen der dLG wider.

### VereinsmagazinLovecrafter
Lovecrafter ist das Vereinsmagazin der dLG und enthält neben Berichten über Vereinsaktivitäten auch fachjournalistische Beiträge, Rezensionen, Interviews sowie Pen-and-Paper-Features und -Szenarien. Jede Ausgabe widmet sich einem Schwerpunktthema, wie beispielsweise H. P. Lovecrafts Verhältnis zu Europa, die Traumlande, Lord Dunsany, Robert W. Chambers und Algernon Blackwood.
Die Zeitschrift erscheint seit 2016 und wurde zunächst halbjährig veröffentlicht. Seit 2021 erscheint Lovecrafter einmal im Jahr als Doppelausgabe. Lovecrafter ist das Nachfolgemagazin der Zeitschrift Cthulhus Ruf, die 2012–2015 in erster Linie eine Leserschaft aus der Rollenspielszene bediente.

### Lovecrafter Online
Seit 2018 ist Lovecrafter Online als eigenständiger Blog des Vereins etabliert. Unabhängig vom gleichnamigen Printmagazin werden hier Essays, Interviews, Rezensionen und Dokumentationen sowohl zu Lovecraft als auch dem Verein veröffentlicht.

### FHTAGN
Mit FHTAGN veröffentlicht die Deutsche Lovecraft Gesellschaft ein eigenständiges, freies Rollenspielsystem im Lovecraft'schen Horror-Universum. Da die Hinterlassenschaft von H. P. Lovecraft inzwischen überwiegend gemeinfrei ist, hat sich FHTAGN zum Ziel gesetzt, dem kreativen Erbe des Schriftstellers im Rahmen eines Pen-and-Paper-Rollenspiels gerecht zu werden.
FHTAGN wird unter der Open Game License veröffentlicht und kann somit von allen Interessierten für kommerzielle und nicht-kommerzielle Zwecke genutzt werden. Das Regelwerk ist online kostenlos verfügbar.

### Weitere Publikationen
Mit Kulturelle Spiegelungen zwischen H. P. Lovecraft und Deutschland erschien 2024 ein wissenschaftlicher Sammelband, der explizit die deutsche Lovecraft-Forschung vorantreibt. Die Beiträge des Bandes untersuchen einerseits die Einflüsse deutscher Dichter, Wissenschaftler und Philosophen auf Lovecrafts Werk. Einerseits betrachten sie die Lovecraft-Rezeption im deutschsprachigen Raum.
2023 erschien der Gedichtband Fungi von Yuggoth und andere Gedichte, der Nachdichtungen einiger Gedichte Lovecrafts aus der Feder Frank Dukowskis und Illustrationen Jörg Kleudgens enthält. Der Band enthält die ins Deutsche übersetzte Annotationen des Lovecraft-Forschers S. T. Joshi. Im selben Jahr wurde das Gamebook Der König in Gelb - Ein Drama unter der Herausgeberschaft von Levin Handschuh veröffentlicht, bei dem unter anderem Moritz Eggert und Boris Eldagsen mitwirkten. Das Projekt wurde von der Behörde für Kultur und Medien Hamburg gefördert.
2017 erschien bei Sphinx Spiele die Comic-Anthologie Echo des Wahnsinns, die in Kooperation mit der dLG produziert wurde.
2016 wirkte die dLG bei der Produktion von Philipp Herrmanns illustriertem Nachschlagewerk Encyclopaedia Necronomica mit.

## Förderprojekte

### Arkham Insiders
Arkham Insiders ist ein Podcast über Lovecrafts Leben und Werk. Sämtliche Inhalte des Projekts werden von Mirko Stauch und Axel Weiß gestaltet. Die erste Episode ging am 20. August 2013 online. Von Zeit zu Zeit erscheinen sogenannte „Special features“: Interviews, Rezensionen, Verlosungen usw. Damit wollen sie dem Phänomen Lovecraft Rechnung tragen und die Bandbreite zeigen, die der Autor und der von August Derleth posthum formulierte „Cthulhu-Mythos“ mittlerweile umfassen. Zugleich verstehen sie sich selbst als Teil dieses Phänomens und möchten Gleichgesinnten, Kreativen, Künstlern, Musikern, Filmemachern, Verlagen etc. eine Plattform zur Darstellung geben.
Die Deutsche Lovecraft Gesellschaft hat das Projekt zu Beginn finanziell unterstützt.

### Die Traumlande
Die Deutsche Lovecraft Gesellschaft begleitet das Independent-Filmprojekt Die Traumlande des deutschen Regisseurs Huan Vu und leistet seit Produktionsbeginn finanzielle, personelle und öffentlichkeitswirksame Hilfestellungen. Der Film spielt 1927 in Deutschland: Eine Neurologin erhält Botschaften ihres toten Sohnes durch die Träume und Erinnerungen eines Patienten. Nun stellt sich ihr die Frage, ob es sich dabei wirklich um ihren Sohn handelt oder ob es eine finstere Wesenheit ist, die sich einen Weg in die menschliche Welt zu bahnen versucht.

## Sonstige Projekte

### CthulhuWiki
Das CthulhuWiki widmet sich den Werken von Howard Phillips Lovecraft und anderen Schreibenden, die zusammen den Cthulhu-Mythos geprägt haben. Es möchte eine Plattform zum Austausch für alle Interessierten sein, denen der Mythos in der Literatur oder in anderen Medien begegnet.

### dLG-Radio
Im Juli 2022 startete mit dem dLG-Radio ein vereinseigener Podcast. Die Folgen befassen sich sowohl mit Vereinsthemen als auch Fragestellungen rund um H. P. Lovecraft. In dem Sonderformat „FHTAGN Fragmente“ werden darüber hinaus auch von der FHTAGN-Redaktion Szenarien, Materialien und Spielhilfen vorgestellt.

### Internationaler Austausch
Die Deutsche Lovecraft Gesellschaft pflegt Kontakte zu verschiedenen Partnervereinen im Ausland, darunter die Magyar H. P. Lovecraft Társaság (Ungarn), die polnischen Plattform H. P. Lovecraft - Polski Serwis und die mexikanische Organisation Círculo Lovecraftiano y Horror.